# Karl Ruprecht Kroenen
Karl Ruprecht Kroenen è un personaggio del fumetto Hellboy, creato da Mike Mignola nel 1993, per l'etichetta Legend della editrice Dark Horse.

## Il personaggio
Nato a Monaco di Baviera nel 1897 il fanciullo Karl Ruprecht presenta un aspetto angelico e meraviglioso. Nonostante ciò, Karl odiava la sua goffaggine e disprezzava inspiegabilmente il suo bellissimo aspetto. Inoltre era masochista, aveva un esagerato caso di dismorfofobia ed era ossessionato dalla perfezione. Era tuttavia appassionato ed esperto di meccanica ed orologeria.
Un giorno, in un raptus di follia, si sottopose personalmente a un intervento facciale che anziché imbellirlo, lo deformò orribilmente. In seguito, iniziò a modificare il suo stesso organismo, ricambiando arti e poi anche interi organi con congegni meccanici. Karl diventò così più macchina che uomo e rimase funzionante solo grazie ai suoi meccanismi, il suo sangue è completamente seccato e indossa una maschera antigas in grado di filtrare i germi.
Più deforme nello spirito che nel corpo, nel 1930 incontra Rasputin e, ossessionato dalla purezza più di ogni altra cosa, Kroenen decide di diventare suo alleato, e Rasputin lo ricambia grazie alla sua magia con un'agilità e una forza in combattimento impressionanti.
Nel 1933 fa parte dell'SS in qualità di scienziato e Obersturmbannführer di Adolf Hitler ed entra a far parte del progetto apocalittico Ragnarok.

## Altri media
- Kroenen appare come antagonista secondario nell'adattamento cinematografico di Hellboy del 2004 ed è interpretato da Ladislav Beran. Nel film, Kroenen è un fedele alleato di Rasputin ed è un amico di Hitler. Nella battaglia che segue durante il rito di Ragnarok, Kroenen perde una mano e finisce impalato da un pezzo di metallo (schizzato in seguito allo scoppio del portale ad opera di Trevor Bruttenholm) e sparisce nel nulla in seguito alla scomparsa di Rasputin. Circa 60 anni dopo, Kroenen ritorna, insieme ad Ilsa (altra serva di Rasputin), e riesce a rievocare il suo padrone, con l'obiettivo di concludere il rito Ragnarok. Kroenen inizia così a rubare antichi manufatti con Ilsa e grazie a Rasputin, evocano un orribile mostro chiamato "Sammael". Kroenen in seguito si fa trasportare all'interno del centro paranormale di Broom (questo racconta le sue origini mentre ne pratica l'autopsia) e insieme a Rasputin uccide Bruttenholm, facendo infuriare il figliastro Hellboy. Durante la battaglia finale nel mausoleo di Rasputin, Hellboy si scontra un'ultima volta contro il cyborg, ma viene messo in ginocchio. Fortunatamente il superiore del demone, Tom Manning, interviene distraendo Kroenen, così Hellboy lo afferra con una fune e lo fa cadere nella sua stessa trappola (un pozzo pieno di lance affilate) dopodiché ci butta dentro un'enorme ruota dentata, che uccide Kroenen.
- Kroenen compare in cameo nel film reboot del 2019, interpretato da Ilko Iliev.